# 里昂第三大学
里昂第三大學（法語：Université Jean Moulin Lyon 3）是位於法國里昂的一所公立大學，成立於1973年。該校以法國著名作家和政治家讓·穆蘭命名，是里昂大學聯盟（Université de Lyon）的一員。里昂第三大學主要涵蓋法律、語言、文學、哲學、管理、商業和社會科學等學科。

## 歷史
里昂第三大學成立於1973年，是法國1968年五月风暴後高等教育改革的一部分，從原來的里昂大學獨立出來，專注於法律、人文社會科學以及語言和文學等學科。

## 校園
里昂第三大學的校園主要分布於里昂市內的不同地點，主要校區位於里昂第八區的Manufacture des Tabacs，這是一座經過修復的歷史建築，曾經是煙草工廠。其他校區包括位於布雷斯地区布尔格的校區，該地主要提供法律和管理學的課程。

## 學術架構
里昂第三大學擁有以下幾個主要學院和研究中心：
- 法學院（Faculté de Droit）
- 文學與文明學院（Faculté des Lettres et Civilisations）
- 語言學院（Faculté des Langues）
- 哲學學院（Faculté de Philosophie）
- 管理學院（IAE Lyon - School of Management）

該大學在法學和管理學科方面尤為突出，並吸引了眾多國際學生前來學習。此外，作為里昂大學聯盟的一員，里昂三大積極參與國際合作和研究計劃。

## 國際合作與交流
里昂第三大學與全球多所大學和研究機構有著密切的合作關係，並提供多種交換生計劃和雙學位課程。該校特別重視與歐洲、亞洲和北美地區大學的合作，促進跨文化交流。

## 外部連結
- 官方網站 （页面存档备份，存于）